# 上中里神社

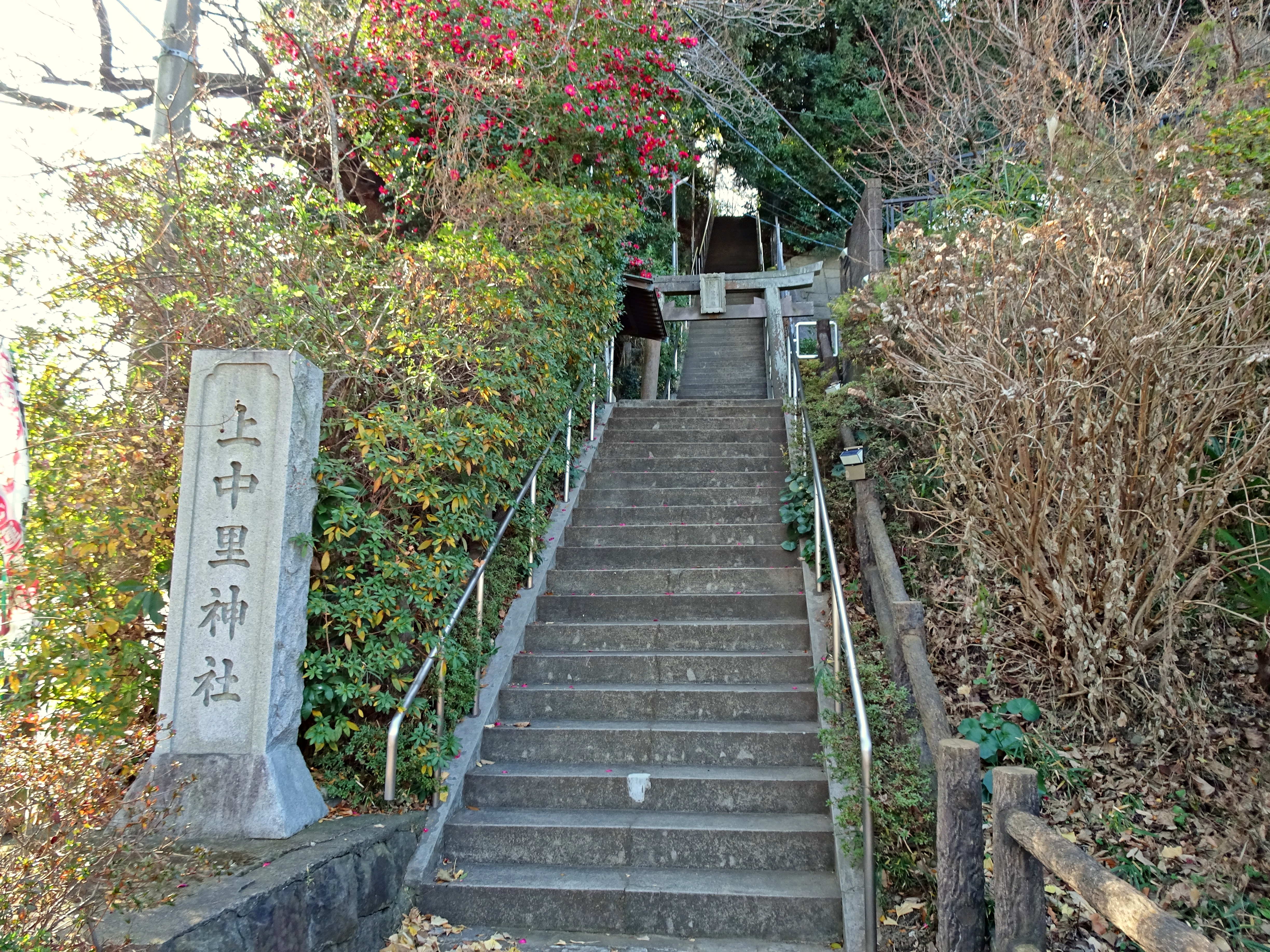
神社の参道と鳥居

上中里神社（かみなかざとじんじゃ）は、神奈川県横浜市磯子区に所在する神社。小高い山の山頂にあり、急な階段で結ばれる。

## 歴史
創建年代は不明である。ただし、江戸時代後期の地誌『新編武蔵風土記稿』に記載されていることから、その頃には既に存在していたものと推測される。
当社の神体は不動明王像である。前掲の『風土記稿』によれば、この不動明王像は行基作といわれており、当地の鎮守であった。ところが寛永年間（1624年 - 1644年）に発生した野火のため、堂宇は全焼してしまい、この像も行方不明になった。翌年、ある農民が田を耕していたところ、土中から不動明王像が発見され、再び祀られるようになった。この像は、出土の際に鍬の痕が残ったことから「鍬肩不動（くわかたふどう）」と呼ばれている。当時の名称は「笹下明神社」と呼ばれており、祭神としては日本武尊であった。
1908年（明治41年）の神社合祀により、神奈川県久良岐郡日下村大字栗木（現・神奈川県横浜市磯子区栗木）の日枝神社（現・栗木神社）に合祀されてしまった。そして日枝神社は「上笹下神社」に改称された。その後、旧笹下明神社の社殿は朽ち果ててしまったので、1919年（大正8年）に取り壊され、放置されていた神体の不動明王像は、仏像の一種ということで、近くの随縁寺に移された。
1947年（昭和22年）、上笹下神社に合祀された各神社は、それぞれ復祀されることになり、当社も「上中里神社」として復活、不動明王像も随縁寺から戻されることになった。なお、上笹下神社は「栗木神社」に再改称している。

## 交通アクセス
- 路線バス上中里町停留所より徒歩5分。